# نبيل الجربي
نبيل الجربي (و. 1993 – م) هو عداء المسافات المتوسطة، ومنافس ألعاب قوى من اليمن. شارك في ألعاب أولمبية صيفية 2012، ودورة الألعاب الآسيوية 2010.

## روابط خارجية
- نبيل الجربي على موقع الاتحاد الدولي لألعاب القوى (الإنجليزية)
- نبيل الجربي على موقع اللجنة الأولمبية الدولية (الإنجليزية)
- نبيل الجربي على موقع أوليمبيديا (الإنجليزية)